# Сент-Андре-ле-Газ
Сент-Андре-ле-Га (фр. Saint-André-le-Gaz) — коммуна во Франции, находится в регионе Рона — Альпы. Департамент коммуны — Изер. Входит в состав кантона дю-Пон-де-Бовуазен. Округ коммуны — Ла-Тур-дю-Пен.
Код INSEE коммуны — 38357. Население коммуны на 1999 год составляло 1 961 человек. Населённый пункт находится на высоте от 356 до 488 метров над уровнем моря. Муниципалитет расположен на расстоянии около 440 км юго-восточнее Парижа, в 60 км юго-восточнее Лиона, в 45 км севернее Гренобля. Мэр коммуны — M. Joseph Veyret, мандат действует на протяжении 2003—2008 гг.
Динамика населения (INSEE):